# 거함거포주의

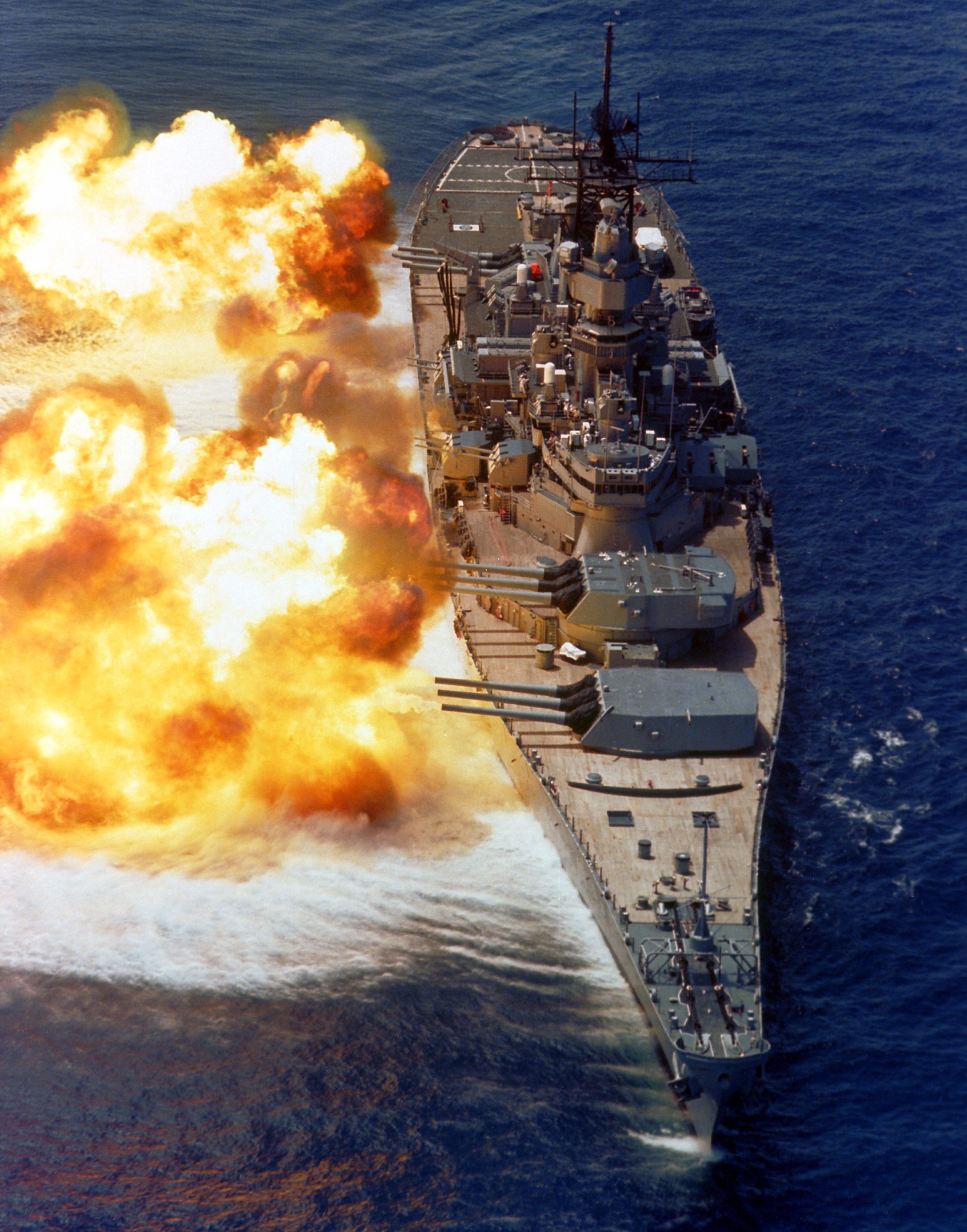
미국의 전함 BB-61 USS 아이오와가 16인치 Mk.7 함포로 일제사격하고 있다. 아이오와급 전함의 마지막 함인 BB-63 미주리는 태평양 전쟁에서 일본의 항복성명을 받아내고, 한국전쟁에도 참전하였고 지금은 진주만에서 전쟁박물관으로 사용되고 있다.

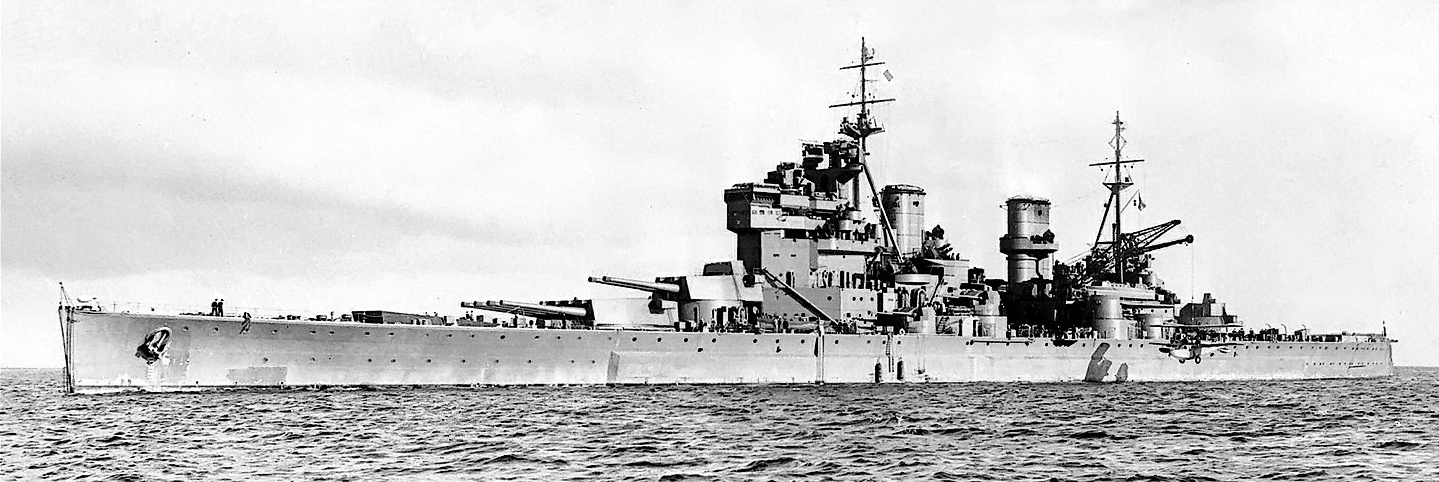
영국 전함 프린스 오브 웨일즈 (1941)

거함거포주의(巨艦巨砲主義) 혹은 대함거포주의(일본어: 大艦巨砲主義 다이칸쿄호슈기[*]←일본식 표현)는 1906년, 영국 해군의 전함 드레드노트(노급전함)가 등장하면서부터 세계 모든 나라 해군의 군함건조 지침이 된 내용이다.

## 노급 충격
당시 전함들의 중장갑을 가볍게 무력화시키는 12인치 함포 10문으로 구성된 화력과 당시로써는 전함보다 장갑과 무장이 가벼운 순양함의 속도였던 20노트(knot) 이상의 경이적인 전투속도에, 당시 전함들의 주무장이었던 8인치급 함포 포격을 버틸 수 있는 중장갑으로 이루어진 이 "드레드노트"라는 전함의 등장은 한 마디로 충격 그 자체였다. 대항해시대 이후로 바다를 지배하는 자가 세계를 지배한다는 논리로 자국의 해군력 증강에 힘을 쏟았던 각국은, 항공모함의 함재기나 미사일을 발사하여 공격하는 순양함 등이 동원되는 현대의 해전과는 달리 당시까지의 모든 해전이 함대함 전투로 승패가 갈렸기 때문에, 함대전의 주력인 전함의 공격력과 방어력 및 보유대수로 각국의 해군력 수준을 비교하며 자국이 좀더 유리한 위치에서 영향력을 행사하고자 전함건조 및 개조에 전력을 기울이고 있었으나 객관적인 데이터에 의하여 이 드레드노트를 상대로 함대함 전투를 버틸만한 자국의 전함이 전혀 없는 상황이 되어버렸던 것이었다. 해군력의 주력이었던 당시의 기존 전함들의 가치를 일거에 잃게 하기에 충분할만큼 이 드레드노트는 가히 충격적인 전함이었다.
이에 대한 충격으로 각국은 드레드노트를 기준으로 하여 자국의 주력전함을 자국의 해안선 형태나 주변국의 해군 전력요소 등 현실을 반영한 약간의 변형이 가미된 전함으로 건조하여 해군력의 강화를 꾀하게 되었고, 이러한 형태의 전함을 통칭하여 드레드노트형 전함 혹은 노급전함(일본식표현)이라고 한다. 이로써 각국의 해군 군비 경쟁은 사실상 처음부터 새로 시작하는 셈이 되었고, "(노급전함을 기준으로)그보다 큰 배를, 그보다 큰 포를...!"라는 인식이 각국 수뇌부에 뿌리깊게 자리하게 되었다. 이를 흔히 "거함거포주의"라고 하게 되었다.

## 군비 경쟁
원래 영국 해군은 다수의 전함을 보유하는 등 드레드노트 등장 이전부터 세계 1위의 해군국으로, 드레드노트를 보유함으로써 명실상부하게 열강에 대한 확고한 우위를 점하나 싶었으나, 이 후 빌헬름 2세 치하의 독일 제국과의 노급전함 건조 경쟁으로 인하여 오히려 기존의 우위를 상실하게 되었다. 영국이 노급전함을 1대 만들면 독일은 2대를 만드는 식이었으므로 서로 지지않으려는 영-독 양국간의 이러한 군사적 긴장은 제1차 세계 대전에 이르기까지 간접적인 요인으로도 작용했다.
제1차 세계 대전 후에도 승전국들을 중심으로 전함 위주의 해군 군비경쟁은 계속되었고, 이에 유지비 등 심적, 물적 부담을 느낀 영국의 제안에 따라 1922년 워싱턴 D.C. 해군 군비 제한 조약이 체결되었다. 이 조약에 따라 주요 열강 5개국(미국, 영국,일본, 프랑스, 이탈리아)의 주력함 보유 비율이 10:10:6:3:3으로 고정되었고, 기존 함정의 대량 파기 및 신규함정의 건조 제한을 규정하였으며, 신조함(新造艦)의 크기 및 화력 상한선이 각각 35,000톤(배수량기준) 및 주포 구경 16인치로 정해짐으로써 양 세계대전 사이동안 열강의 해군 전력은 정체되어 이른바 <해군의 휴일>을 맞았으나, 실상은 조약의 내용에 들어있지 않았던 그 외의 부분에서 보조 전력으로 더욱 치열하게 군비 경쟁이 일어났다.
이 가운데 주목할 만한 것은 항공모함의 건조로, 사실 이 시기에 건조된 항공모함들은 대형 순양함이나 전함으로 건조 중이던 선체를 주력함 보유 쿼터로 인해 완성시킬 수 없게 되자 워싱턴 조약에 의해 항공모함으로 설계 변경이 인정된 것들이었다. 일찍부터 해군에 의한 항공기 운용에 관심 있던 야마모토 이소로쿠의 주창으로 일본은 특히나 적극적으로 항공모함 건조에 열을 올리게 된다.
이러한 보조함 건조 경쟁의 가속 또한 나중에 문제시 되어 이를 해소 하고자 1930년에 보조함 제한 규정을 마련한 런던 해군 군비 제한 조약(1차)이 또다시 조인되었다. 그러나, 일본은 두 번에 걸친 해군 군비 제한 조약이 자국에 매우 불리하며 또한 인정된 보유량으로는 태평양 전체로 확대하고자 하는 지배야욕 앞에서 사실상 충돌중인 미국에 대한 억지력을 유지하는 것이 불가능하다고 판단, 1937년의 런던 해군 군비 제한 조약(2차)에의 비준을 거부함으로써 군축조약 자체가 사실상 의의를 잃어버렸고, 이로써 <해군의 휴일>은 종료되었다. 이후 각국은 조약을 무시하고 제한을 벗어나게 되며, 독일의 비스마르크나 일본의 야마토, 미국의 아이오와와 같은 거함거포주의의 초거대 전함이 등장하면서 제2차 세계 대전을 맞이하게 된다.

## 거함거포주의 종말
그러나, 제2차 세계 대전 중에 괄목할 만한 무기의 개발 및 전술의 변화가 있었는데 그 중에서도 "노급 충격"에 비견될만한 것이 해전에서의 항공기 운용, 즉 "항모기동전술"의 시작이었다. 서로 육안으로는 확인되지 않는 거리에서 레이다로 확인하고 서로의 함재기를 발진시켜 군함들은 서로간 포격은 한번 교환해 보지도 않고 비행기가 군함들을 공격하게 하여 적국의 군함을 퇴각시키는 방식의 해전이 시작된 것이었다. 특히 일본 제국 해군과 미국 해군이 맞붙은 태평양 전역은 일본 해군의 진주만 공습부터 산호해 해전, 미드웨이 해전 등 거의 모든 해전에서 항공전이 해전을 대리하여 승패가 갈리게 되었고 이로 인하여 애당초 주포 사거리가 항공기의 비거리에는 한참 못 미치는 전함은 주포가 아닌 보조무기인 대공포로 다가오는 적 항공기를 요격하는, 한 마디로 순양함이나 구축함이면 충분할 활동 밖에 할 수가 없었고 건조비나 유지비 등 돈만 잡아먹는 무용지물이 되어 이러한 거함거포주의는 사실상 종말을 맞이하게 되었다.
그리고 거함을 만들려면 정말 수 조원의 돈이 들어갔기에 쉽사리 사용도 못하고 전시공간에서 멀리 떨어진 곳에서 지휘부만 놓아서 (일본의 경우에 바다의 대본영같은 느낌으로 있었고 그조차도 큰 전쟁만 그랬기에 대부분 그냥 창고에 쳐 박아 놓았다. 그러다가 들키면 바로 함재기에게 침몰을 당하기도 했다. 그만큼 어차피 안 쓰는거 별 의미도 없네 라는 생각이 든 것이다. 근데 생각해보면 러일전쟁에는 잘 썼던 거함을 미국 상대로는 바로 빼버리는 멍청한 일본의 탓 인 것 같긴 하다.(그만큼 시대가 변한 탓도 있다)
현재는 거함거포주의를 주장하는 국가나 단체도 없고 각국의 해군 역시 전함의 신규 건조는커녕 보유했던 전함 전체를 전역시키고 폐기하는 실정이다. 다만, 미국 해병대는 노르망디 상륙작전이나 필리핀 상륙작전, 한국전쟁 당시 인천 상륙작전처럼 규모를 불문하고 상륙작전이 불가피한 경우에는 거포의 전함 몇 척으로 포격을 해주는 것이 항공기나 미사일 등을 운용하는 것보다 비용문제 등 여러모로 이롭다는 이유로 아이오와급 전함 몇 척 정도는 현역으로 유지해야 한다고 주장하고 있다. 이는 대한민국과 비슷한 상황에 처한 나라들처럼 인접국과의 외교적 상황이 항상 좋다고 할 수 없는 국가들 중에서는 인접국과 공유한 바다가 존재할 경우 이러한 전시상황을 고려하여 거포전함의 소규모 운용을 상정하여 검토 중에 있다.

## 참고 문헌
- 계간, 밀리터리클래식 편집부 (2011). 《세계의 전함 1939-1945》. 과천, 경기도: 이미지프레임. 140쪽. ISBN 978-89-6052-161-2.

## 같이 보기
- 드레드노트
- 철갑함
- 전함의 목록